# パオラ・ペッツォ
パオラ・ペッツォ（Paola Pezzo、1969年1月8日 - ）は、イタリア、ボスコ・キエザヌオーヴァ出身の元自転車競技（マウンテンバイクレース・クロスカントリー(XC)）選手。
オリンピックの自転車競技、マウンテンバイクレース・XCの初代優勝者であり、同レース2連覇を達成した最初の選手でもある。

## 来歴
1991年
- イタリア選手権 XC 優勝

1992年
- イタリア選手権 XC 優勝

1993年
- マウンテンバイク世界選手権
  -  XC 優勝
- イタリア選手権 XC 優勝

1994年
- 欧州選手権 XC 優勝

1996年
- アトランタオリンピック
  -  XC 優勝
- 欧州選手権 XC 優勝

1997年
- マウンテンバイク世界選手権
  -  XC 優勝
- UCIマウンテンバイクワールドカップ
  - XC 総合優勝

1999年
- 欧州選手権 XC 優勝
- マウンテンバイク世界選手権
  - XC 3位

2000年
- シドニーオリンピック
  -  XC 優勝
- マウンテンバイク世界選手権
  - XC 3位

2005年
- イタリア選手権 XC 優勝